# Коста-Рика на зимних Олимпийских играх 1988
Коста-Рика принимала участие в Зимних Олимпийских играх 1988 года в Калгари (Канада) в третий раз за свою историю, но не завоевала ни одной медали.

## Состав сборной
Сборная страны состояла из 2 спортсменов, оба мужчины. Младшим был 31-летний Артуро Кинч, старшим — 41-летний Хулиан Муньос. Знаменосцем был Артуро Кинч.

## Результаты

### Горнолыжный спорт
Соревнования проходили в горнолыжном комплексе «Накиска» к западу от Калгари.
Мужчины
| Спортсмен     | Соревнование      | 1 спуск | 2 спуск | Итог    | Итог  |
| Спортсмен     | Соревнование      | Время   | Время   | Время   | Место |
| ------------- | ----------------- | ------- | ------- | ------- | ----- |
| Хулиан Муньос | гигантский слалом | 1:38,71 | 1:41,88 | 3:20,59 | 68    |
| Артуро Кинч   | гигантский слалом | 1:26,71 | 1:23,12 | 2:49,83 | 62    |
| Хулиан Муньос | слалом            | 1:30,10 | 1:26,62 | 2:56,72 | 51    |

### Лыжные гонки
Старт и финиш гонок проходили на лыжном стадионе «Кэнмор» рядом с Калгари.
Мужчины
| Дистанция                 | Дата       | Спортсмен   | Результат | Результат |
| Дистанция                 | Дата       | Спортсмен   | Время     | Место     |
| ------------------------- | ---------- | ----------- | --------- | --------- |
| 15 км классическим стилем | 19 февраля | Артуро Кинч | 59:37,9   | 82        |
| 30 км классическим стилем | 15 февраля | Артуро Кинч | 2’16:20,2 | 87        |